# Mémoire de travail à long terme
La théorie de la mémoire de travail à long terme est une généralisation de la théorie de la mémoire experte de Chase et Ericsson (1981).
Elle a été proposée en 1995 par Ericsson et Kintsch (pour une revue critique de cette théorie en français voir Guida, Tardieu & Nicolas, à paraître), elle fait partie des théories de l’activation. Elle fait donc l’hypothèse que la mémoire de travail est la partie activée de la mémoire à long terme.

## Principe
Le principe général de cette théorie est de considérer qu’une partie de la mémoire à long terme (MTLT) peut être utilisée comme mémoire de travail lorsqu'un individu est expert dans un domaine, ce qui permet un accroissement de l’espace de stockage pendant l’exécution d'une tâche. L'organisation des connaissances en MTLT s'effectuerait par le regroupement de concepts dont l'association résulte d'une longue pratique (exemple des joueurs d'échec ou des musiciens). Ces connaissances organisées (appelées structures de récupération) comprendraient également des indices contextuels présents lors de l'encodage (appelés indices de récupération). 
Les structures de récupération et leur mise en place varient en fonction du domaine d'expertise. Toutefois elles peuvent être regroupées en trois typologies : structure de récupération (classique), structure élaborée de mémoire et structure épisodique de texte. La première se met en place de façon délibérée et est arbitraire (par exemple lors de l'utilisation de la méthode des lieux), la seconde est proche des schémas et la dernière se met en place lors de la lecture d'un texte. À propos de cette dernière typologie, Kintsch, Patel et Ericsson (1999) considèrent que tout lecteur confirmé utilise des structures épisodiques de texte lors de la compréhension d'un texte, à condition que le contenu du texte soit familier. Guida  et collègues (Guida & Tardieu, 2005; Guida, Tardieu & Nicolas, in press) ont proposé une méthode dite de personnalisation pour manipuler la familiarité d'un texte et donc la capacité d'un individu à utiliser sa MTLT. 
Dans le domaine musical, une particularité de la théorie de la MTLT est notamment de rendre compte de la capacité qu'ont les musiciens experts à entendre ce qu'ils lisent sur la partition. Cette capacité résulte d'une longue pratique et serait la conséquence de structures de récupération 'amodales' des connaissances musicales (Drai-Zerbib & Baccino, 2005). 